# Näshults landskommun
Näshults landskommun var en tidigare kommun i Jönköpings län.

## Administrativ historik
När 1862 års kommunalförordningar trädde i kraft den 1 januari 1863 inrättades i Sverige cirka 2 400 landskommuner samt 89 städer och ett mindre antal köpingar.
Då inrättades i Näshults socken i Östra härad i Småland denna kommun.
Vid kommunreformen 1952 uppgick den i Nye landskommun. När denna 1971 upplöstes övergick denna del till Vetlanda kommun.

## Politik

### Mandatfördelning i Näshults landskommun 1938-1946
| 5 | 8 | 2 | 2 |

| 15 |

| 5 | 11 | 2 | 1 |

| 15 | 4 |

| 4 | 11 | 2 | 2 |

| 17 |